# Leurs enfants après eux
Leurs enfants après eux is een Franse komische dramafilm uit 2024, geschreven en geregisseerd door Ludovic en Zoran Boukherma, gebaseerd op de gelijknamige roman van Nicolas Mathieu uit 2018.

## Verhaal
Augustus 1992, de veertienjarige Anthony verveelt zich en op een warme middag aan het meer ontmoet hij Stéphanie. Het is liefde op het eerste gezicht en diezelfde avond leent hij in het geheim de motorfiets van zijn vader om naar een feestje te gaan waar hij haar opnieuw hoopt te ontmoeten. Als hij de volgende ochtend merkt dat zijn vaders motorfiets verdwenen is, beseft hij dat hij in grote problemen zit.

## Rolverdeling
| Acteur           | Personage          |
| ---------------- | ------------------ |
| Paul Kircher     | de jonge Anthony   |
| Angelina Woreth  | de jonge Stéphanie |
| Sayyid El Alami  | de jonge Hacine    |
| Ludivine Sagnier |                    |
| Anaïs Demoustier |                    |
| Gilles Lellouche |                    |
| Raphaël Quenard  |                    |

## Productie
In mei 2023 werd bekendgemaakt dat het boek Leurs enfants après eux van Nicolas Mathieu zou verfilmd worden. Oorspronkelijk wilde Gilles Lellouche de roman verfilmen, maar hij besloot zich op de film L'Amour ouf te concentreren. De productie wordt daarom toevertrouwd aan de broers Boukherma, Zoran en Ludovic. De auteur Nicolas Mathieu neemt niet deel aan de bewerking van zijn boek. hij verklaarde dat zijn betrokkenheid meer lag bij de keuze wie het boek mag verfilmen, van de productiemaatschappij tot de productie.
Het Amerikaanse platform HBO Max (inmiddels omgedoopt tot Max) investeerde in het project, samen met Warner Bros., Discovery France, France Télévisions en Canal+.

### Filmopnames
De filmopnames gingen op 25 juli 2023 van start en eindigden op 10 oktober. Er werd gefilmd in de departementen Meurthe-et-Moselle (Lac de Pierre-Percée, Jœuf), Moselle en Vosges (Épinal)

## Release
Leurs enfants après eux ging op 31 augustus 2024 in première op het Filmfestival van Venetië in de competitie voor de Gouden Leeuw. De film zal naar verwachting op 4 december 2024 in de Franse bioscopen verschijnen.

## Prijzen en nominaties
De belangrijkste:
| Jaar | Prijs                    | Categorie                                                          | Genomineerde(n)            | Uitslag     |
| ---- | ------------------------ | ------------------------------------------------------------------ | -------------------------- | ----------- |
| 2024 | Filmfestival van Venetië | Gouden Leeuw                                                       | Ludovic en Zoran Boukherma | Genomineerd |
| 2024 | Filmfestival van Venetië | Premio Marcello Mastroianni voor beste beloftevolle acteur/actrice | Paul Kircher               | Gewonnen    |